# 拉德·克魯尼奇
拉德·克魯尼奇（發音：[râːde krûːnitɕ]；1997年10月7日—），波斯尼亚和黑塞哥维那足球运动员，目前效力于塞尔维亚足球超级联赛贝尔格莱德红星，同时也是波黑国家队成员。

## 比賽風格
Krunic是一名全能的box to box中埸，喜歡擔任中埸中，但也可勝任防守中埸，攻擊中場以至左右邊鋒。儘管他並非大牌球員，但其極高的工作效率和可塑性使他在米蘭陣中佔有一席位。